# Mléčná barva

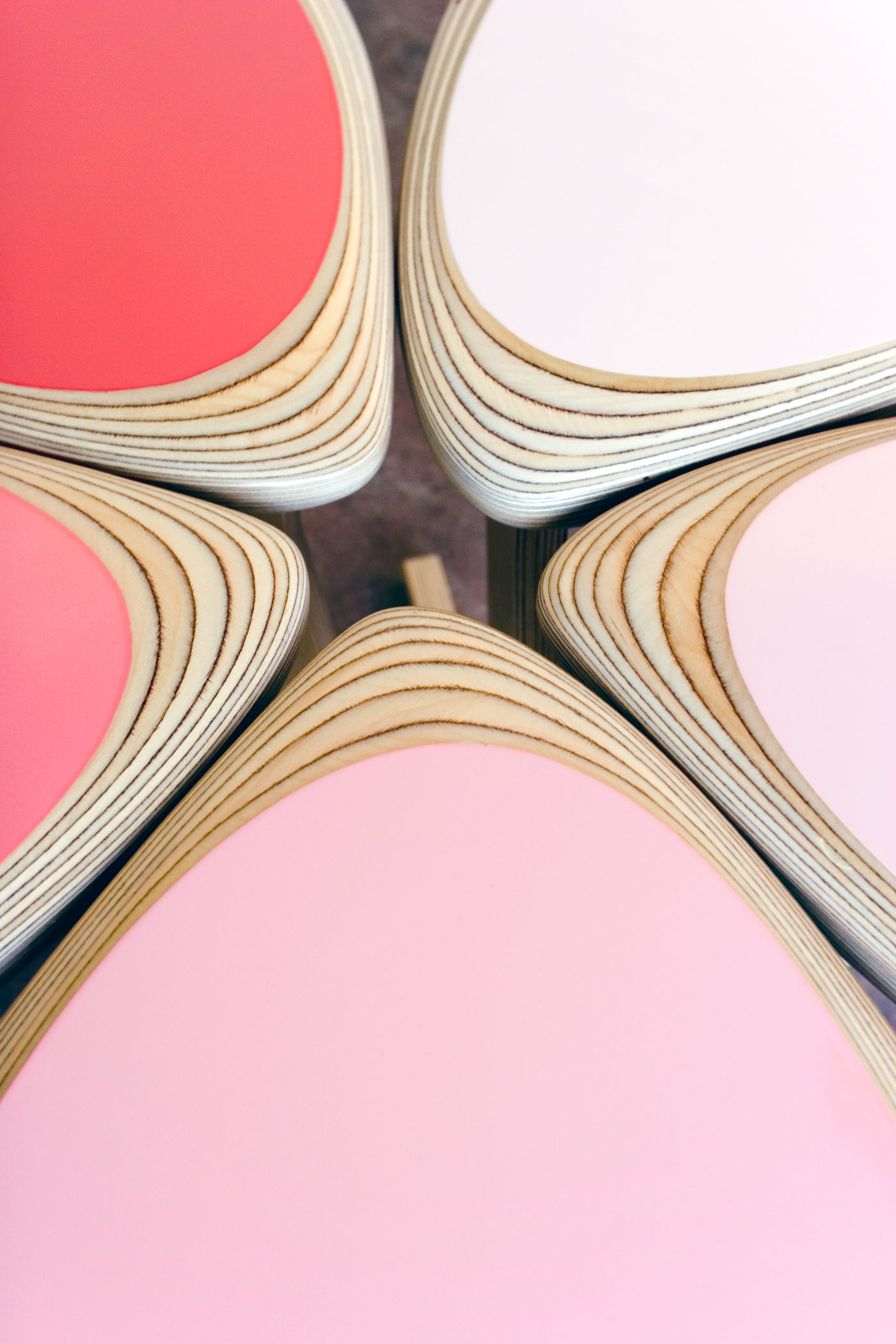
Stoličky natřené mléčnou barvou

Mléčná barva je netoxická barva na vodní bázi. Je vyrobena z mléka, vápna, křídy, jílu a přírodního barviva. Veškeré složky těchto barev jsou přírodního původu.
Mléčné barvy se používají po tisíce let, byly nalezeny např. v egyptských pyramidách. Mléčné barvy v tekutém stavu, stejně jako mléko, rychle podléhají zkáze. Nemožnost vyrábět barvy na sklad a přepravovat je na velké vzdálenosti vedlo v moderní době k jejich postupnému nahrazení barvami syntetickými. S vynálezem výroby sušeného mléka přešla tato technologie i do výroby mléčných barev. Dnešní mléčné barvy jsou vyráběny v práškové formě a pokud jsou skladovány v suchu, mají téměř neomezenou životnost.
Stálost mléčných barev je velmi vysoká a pokud není natřený povrch přímo vystavena vlhku a otěru, vydrží po staletí. Před vlhkem a mechanickým poškozením je možné mléčnou barvu chránit voskem, olejem či lakem na vodní bázi. Mléčné barvy výborně drží na porézním povrchu, např. dřevo, ale při použití speciálního aditiva je možné je aplikovat i na neporézní povrchy jako sklo a kov.